# Festival du film espagnol Cinespaña de Toulouse 2017
Le Festival du film espagnol Cinespaña de Toulouse 2017, 22e édition du festival, s'est déroulé du 29 septembre au 8 octobre 2017.

## Déroulement et faits marquants
Le palmarès est dévoilé le 8 octobre 2017 : la Violette d'or est remporté par Vivir y otras ficciones de Jo Sol, le Prix du meilleur réalisateur par Blanca Torres et Gabriel Velázquez pour Análisis de sangre azul.

## Jury
- Jeanne Labrune (présidente du jury), réalisatrice, scénariste, écrivaine
- Lubomir Bakchev, directeur de la photographie
- Valérie Delpierre, productrice
- Manuel Sanchez, réalisateur, scénariste, dialoguiste
- Ariane Allard, journaliste

## Sélection

### En compétition

#### Longs métrages
- Análisis de sangre azul de Blanca Torres et Gabriel Velázquez
- Júlia ist de Elena Martín
- La millor opció de Óscar Pérez
- Morir de Fernando Franco
- No sé decir adiós de Lino Escalera
- Selfie de Víctor García León
- Vivir y otras ficciones de Jo Sol

#### Documentaires
- Arreta de María Zafra
- Donkeyote de Chico Pereira
- El mar nos mira de lejos de Manuel Muñoz Rivas
- Els Karamazoff (A walk on the SoHo years) de Carmen Rodríguez
- Grab and run de Roser Corella
- Un padre de Víctor Forniés

## Films d'ouverture
- María (y los demás) de Nely Reguera
- La Chana de Lucija Stojević

## Palmarès
- Violette d'or : Vivir y otras ficciones de Jo Sol.
- Prix du meilleur réalisateur : Blanca Torres et Gabriel Velázquez pour Análisis de sangre azul.
- Prix de la meilleure interprétation féminine : Mercè Pons  dans La millor opció et Nathalie Poza dans No sé decir adiós.
- Prix de la meilleure interprétation masculine : Santiago Alverú dans Selfie.
- Prix du meilleur scénario : Blanca Torres et Orencio Boix pour Análisis de sangre azul.
- Prix de la meilleure photographie : Santiago Racaj pour No sé decir adiós.
- Prix du meilleur nouveau réalisateur : David Macián pour La mano invisible.
- Prix du meilleur documentaire : El mar nos mira de lejos de Manuel Muñoz Rivas.
- Prix du public : 100 metros de Marcel Barrena.